# Luis María Unamuno e Irigoyen
Luis María Unamuno e Irigoyen (Abadiano, Vizcaya, 8 de septiembre de 1873 -Madrid, 2 de octubre de 1943) fue un micromicetólogo vasco y fraile agustino.

## Biografía
Doctor en Ciencias Naturales y Director del Laboratorio de Micología del Jardín Botánico de Madrid. Fue discípulo de R. González Fragoso. Retornó a España desde Filipinas en 1898 y fue profesor de ciencias naturales en Tapia de Casariego y Llanes, donde cultivó la micología. Realizó un esbozo de la flora fúngica asturiana muy notable, especialmente en relación con los micromicetos, aunque adolece de algunos errores. En 1927 se trasladó a Madrid, sucediendo a González Fragoso en el Real Jardín Botánico. Fue miembro de la Real Academia de Ciencias Exactas, Físicas y Naturales entre otras muchas asociaciones científicas, tanto nacionales como internacionales.

## Honores

### Eponimia
- (Asteraceae) Hieracium myriadenum Boiss. & Reut. ex Rchb. var. unamunoi C.Vicioso[1]

- (Asteraceae) Pilosella unamunoi (C.Vicioso) Mateo[2]

- La abreviatura «Unamuno» se emplea para indicar a Luis María Unamuno e Irigoyen como autoridad en la descripción y clasificación científica de los vegetales.[3]